# ريتشارد دود
ريتشارد دود (بالإنجليزية: Richard Dodd)‏ هو موسيقي بريطاني، ولد في 25 أبريل 1965 في برستل في المملكة المتحدة.

## وصلات خارجية
- ريتشارد دود على موقع ميوزك برينز (الإنجليزية)
- ريتشارد دود على موقع أول ميوزيك (الإنجليزية)
- ريتشارد دود على موقع ديسكوغز (الإنجليزية)